# Erechthias citrinopa
Erechthias citrinopa är en fjärilsart som beskrevs av Oswald Beltram Lower 1905. Erechthias citrinopa ingår i släktet Erechthias och familjen äkta malar. Inga underarter finns listade i Catalogue of Life.